# Rheinfähre Plittersdorf–Seltz

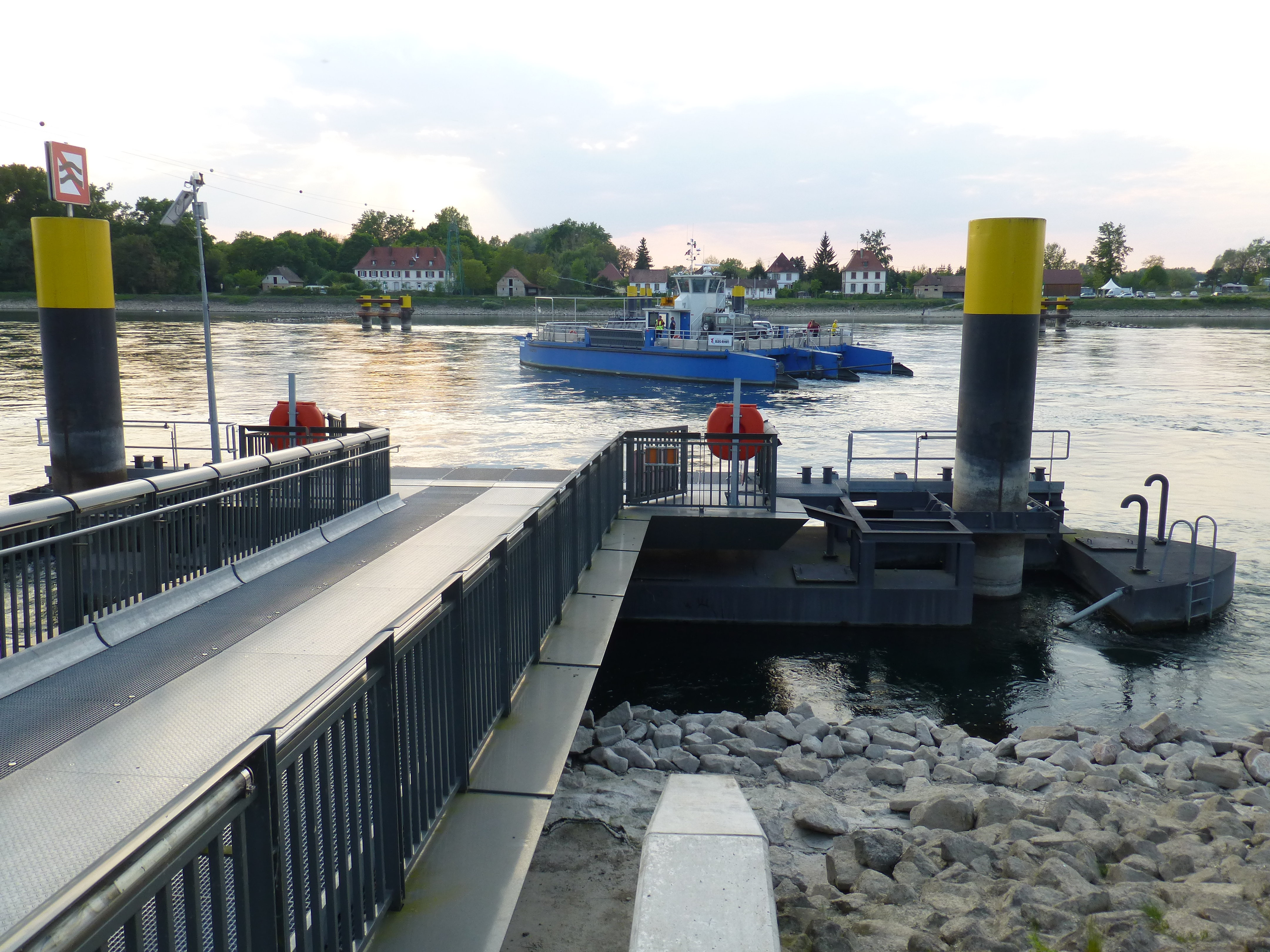
Blick westwärts in Richtung Seltz, 2014.

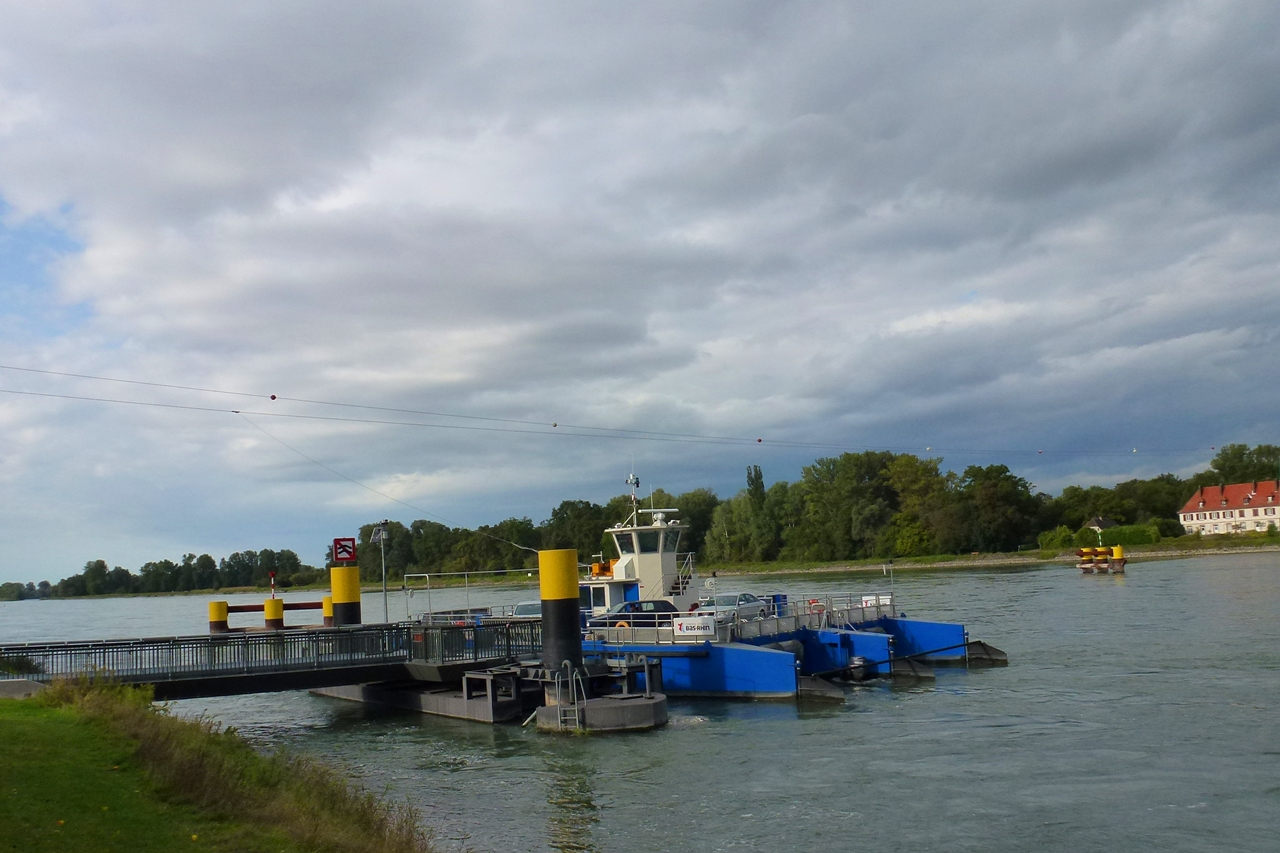
Foto mit gut sichtbaren Gierseilen in der Vergrößerung.

Die Rheinfähre Plittersdorf – Seltz (in Frankreich: Bac Seltz – Plittersdorf oder Bac de Seltz) ist eine Gierseilfähre über den Rhein südlich von Karlsruhe. Sie verbindet die französische Gemeinde Seltz im Elsass auf dem linken Rheinufer mit dem deutschen Plittersdorf, einem Stadtteil von Rastatt, am rechten Rheinufer. Betreiber ist die französische Europäische Gebietskörperschaft Elsass. Die Benutzung der Fähre ist kostenlos.
Nachdem die Verbindung infolge eines Unfalls fünf Jahre lang unterbrochen war, begann der Betrieb im September 2010 wieder mit der neu gebauten Fähre Saletio. Von Oktober 2010 bis Juli 2011 stand die Fähre wegen technischer Probleme still. Sie transportiert seither rund 100.000 Autos, 60.000 Fahrräder und 30.000 Fußgänger pro Jahr.

## Die FähreSaletio

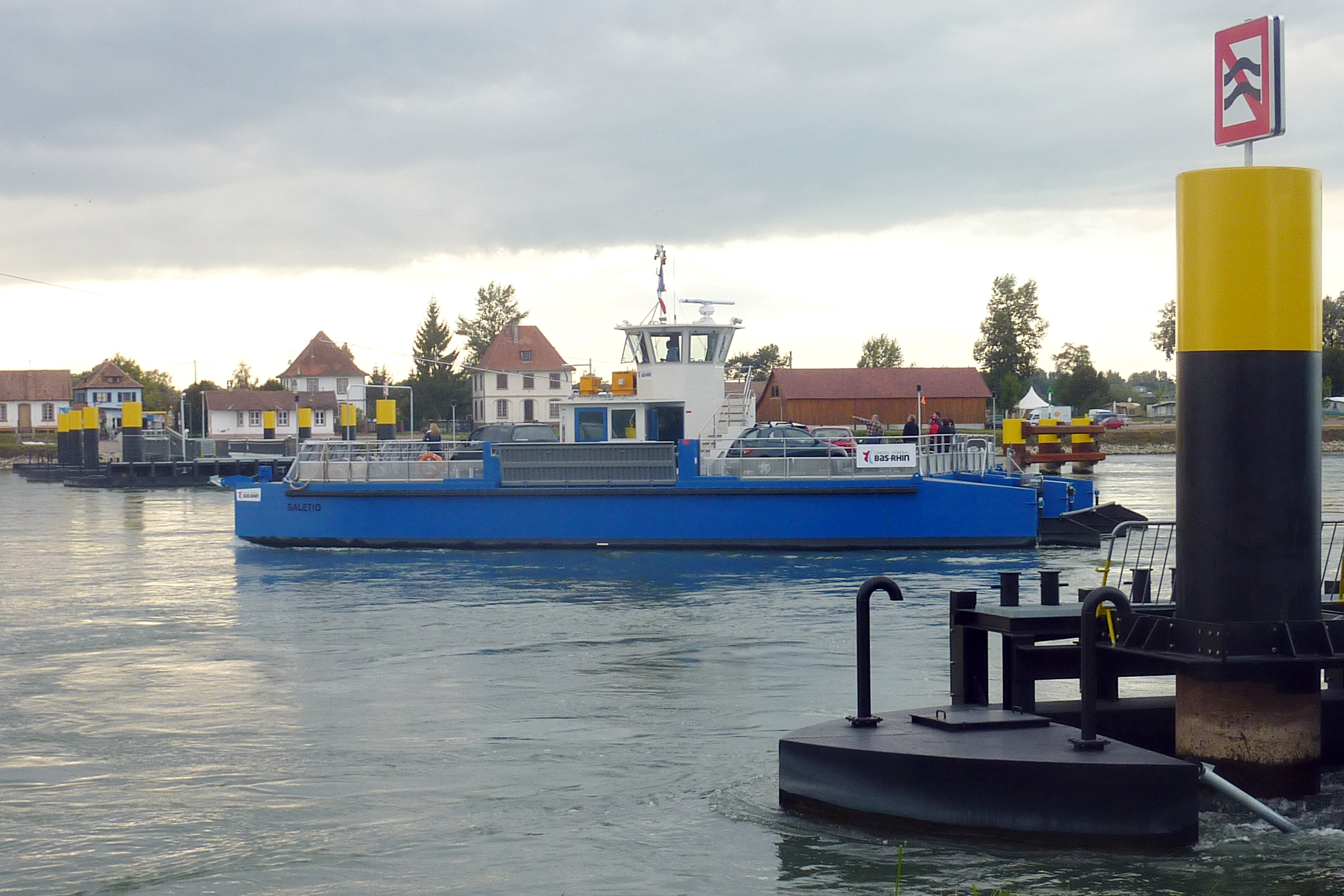
Die Fähre Saletio im Jahr 2010

Die 2010 in Dienst gestellte Fähre Saletio besteht, ähnlich einem Trimaran, aus drei Schwimmkörpern, die mit zwei Plattformen verbunden sind. Sie ist aus Aluminium hergestellt und wiegt 31 Tonnen, ist 25,50 Meter lang und 14,70 Meter breit. Sie ist für bis zu sechs Autos, 28 Fahrräder und 70 Personen ausgelegt. An einem zwischen zwei Masten (Pylonen) hoch über den Rhein gespannten Sicherungsseil gleitet die Fähre im Normalbetrieb nur per Ruderstellung durch Strömungskraft und ohne eigenen Antrieb über den Strom. Aus Sicherheitsgründen ist die Saletio zusätzlich mit einem Motorantrieb ausgestattet.
Die Fähre ist in erster Linie für Radfahrer und Fußgänger ausgelegt. Sie hat daher zwei Autoplätze weniger als die Vorgängerfähre. Allerdings setzt sie schneller über, was dies teilweise ausgleicht. Die Konstruktion der Fähre ist eine Art Prototyp und bislang einzigartig in Frankreich. Sie verursachte schon bald nach dem Betriebsbeginn erste Probleme. Wegen geringer Strömung des Rheins und starker Winde war das Sicherungsseil nicht mehr gespannt, was die Lenkbarkeit beeinträchtigte und eine potenzielle Gefahr für Passagiere darstellte. Die Probleme sollen mit zwei Metallprofilen behoben werden, die im Februar 2011 montiert und ersten Tests unterzogen wurden. Die Umrüstung kostete 40.000 Euro. Nach 140 Testfahrten wurde Anfang Juli 2011 grünes Licht für eine neuerliche Betriebsaufnahme am 9. Juli 2011 gegeben.

## Umgebung
Neben den brückenartig in den Strom reichenden Zufahrts-Pontons der Fähre befindet sich auf deutscher Seite ein Schiffsanleger, an dem gelegentlich auch größere Rhein-Passagierschiffe für Landausflüge festmachen. In unmittelbarer Nähe liegen ein Restaurant und ein großer Spielplatz. Die Zollstation stand nach dem Abbau der Grenzkontrollen infolge des Schengener Abkommens einige Jahre leer und wurde mangels geeigneter Nachfolgenutzung abgerissen. Auf französischer Seite finden sich ein kleineres Restaurant sowie ein Informationszentrum des badisch-elsässisch-pfälzischen Tourismus- und Raumordnungs-Zweckverbands PAMINA mit Tourismusbüro und ein Baggersee mit Campingplatz. Der deutsche Fähranleger ist etwa einen Kilometer von Plittersdorf entfernt. Vom französischen Anleger bis ins Ortszentrum von Seltz sind es etwa zwei Kilometer. Zwischen den Orten und der Fähre befinden sich Auwälder im Bereich der Altrheinarme.
Im öffentlichen Nahverkehr wird die Fähre auf deutscher Seite von April bis Oktober von der Anruflinientaxi-Linie ALT 233 von Rastatt Bernhardusbrunnen aus erschlossen. Auf französischer Seite besteht kein ÖPNV-Anschluss.

## Geschichte

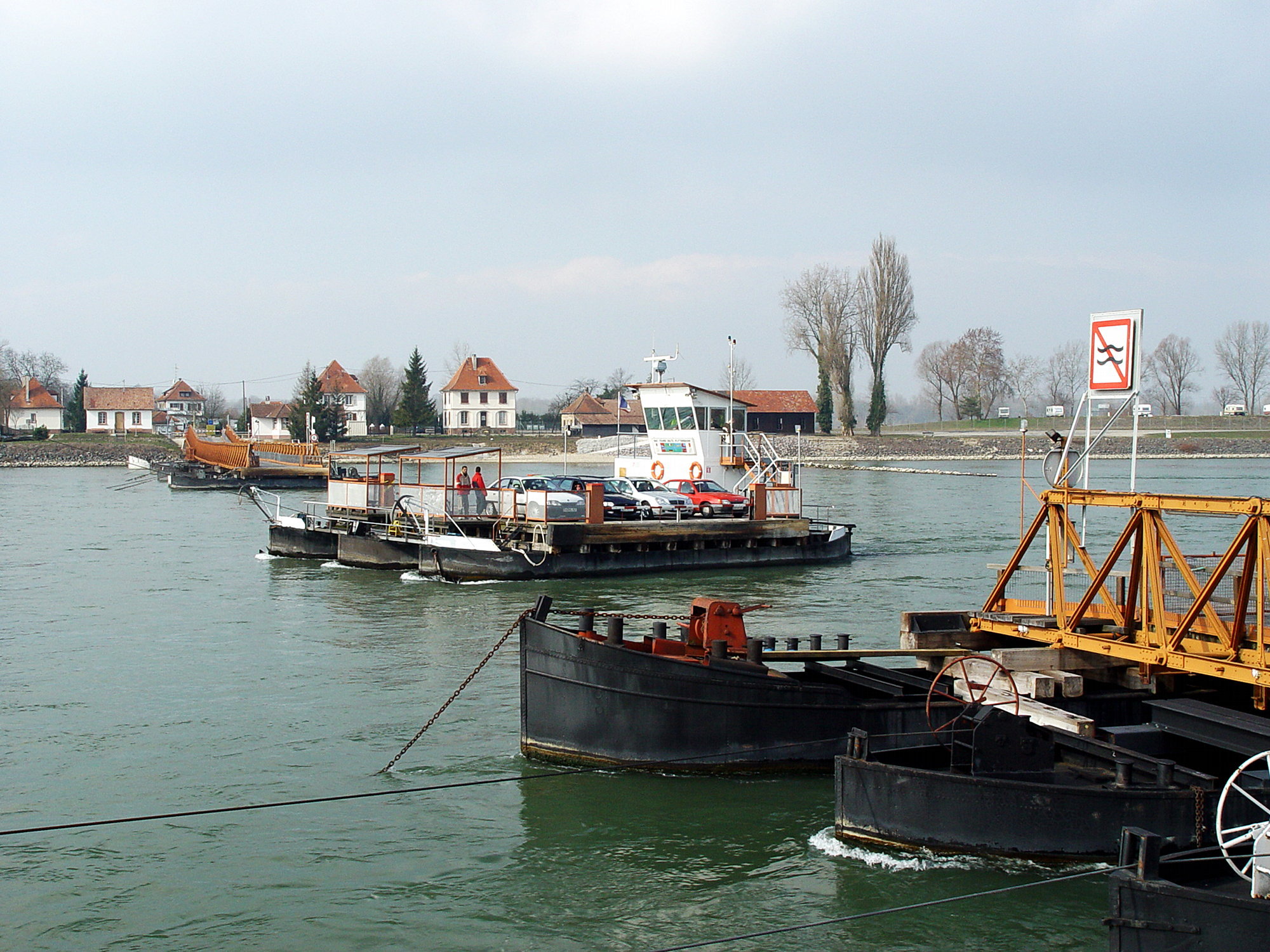
Die alte Fähre im Jahr 2004

Zwischen Plittersdorf und Seltz gab es einen schon 1310 erstmals erwähnten Fährbetrieb über den Rhein. Der Strom verlief nicht in einem einzigen Flussbett, sondern in mehreren Armen, deren Verlauf sich mehrfach änderte. So lagen die Riedorte zumindest zwischen 1310 und 1464 auf einer Rheininsel. Endgültig rechtsrheinisch (d. h. östlich des Rheins gelegen und damit Teil Badens) wurde das Ried erst im 19. Jahrhundert infolge der Rheinbegradigung.
Am 18. März 1872 wurde an Stelle einer Fähre eine Schiffbrücke zum besseren Verkehrsanschluss des sogenannten Reichslandes Elsaß-Lothringen eröffnet, was zu diesem Zeitpunkt der einzige Rheinübergang zwischen Karlsruhe und Kehl war. Während des Ersten Weltkriegs marschierten deutsche Truppen über die Brücke Richtung Frankreich und kehrten darüber 1918 nach Deutschland zurück. Nach Unterzeichnung des Waffenstillstandsvertrags am 11. November wurde der Ponton-Übergang am 21. November 1918 für den Rückzug geschlossen und die Brücke ging in den Besitz Frankreichs über. Gänzlich zerstört wurde das Bauwerk im Zweiten Weltkrieg am 3. Oktober 1939. Es folgte wieder ein Fährbetrieb.

### Alte Hochseil-Gierfähre

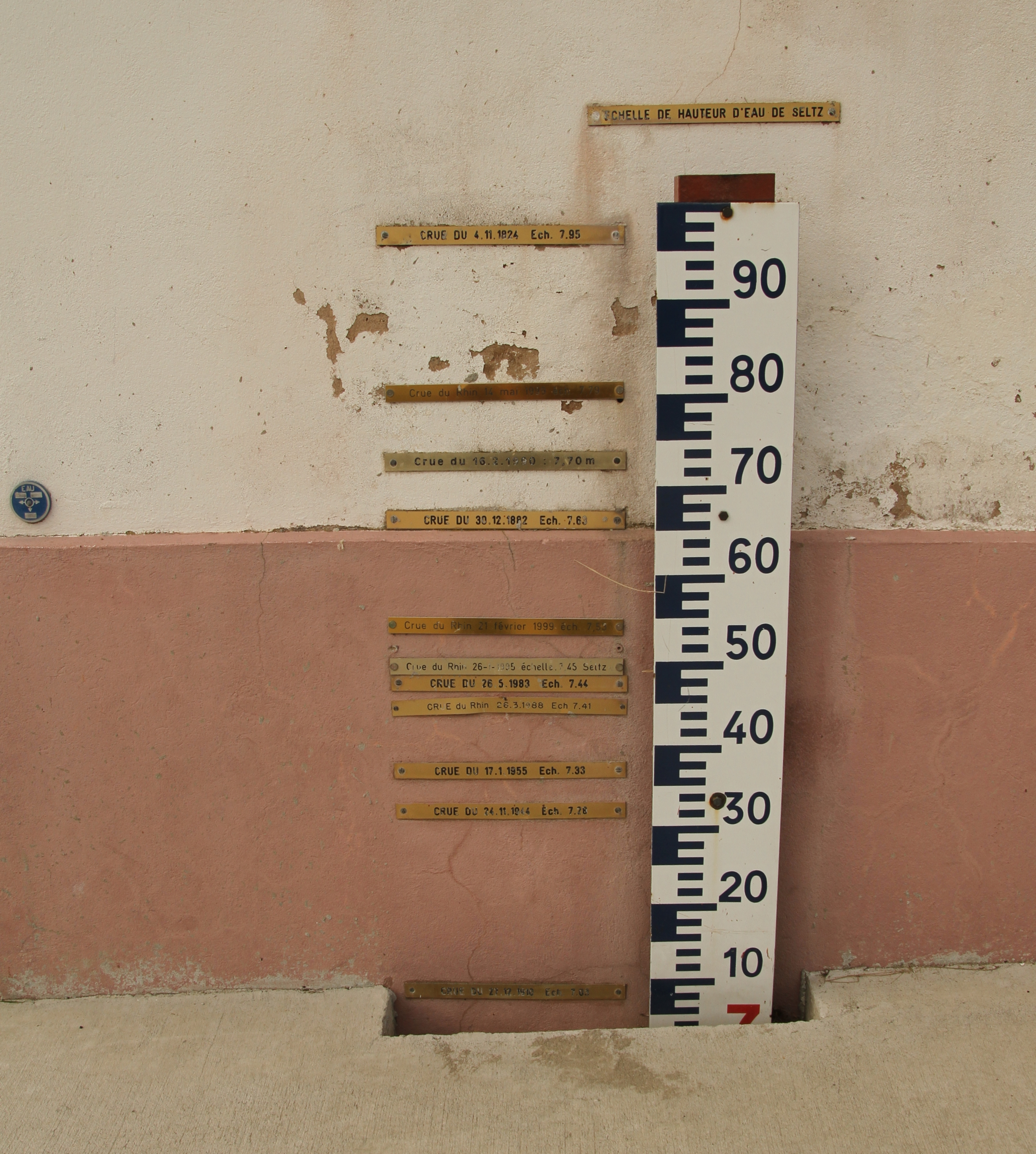
Bei Hochwasser wird der Fährbetrieb eingestellt. Markierungen historischer Hochwasserstände auf der französischen Seite.

Der Betrieb einer Hochseil-Gierfähre startete im September 1956 unter französischer Führung. Die damalige Fähre konnte maximal zwölf Autos befördern und fuhr je nach Verkehrsaufkommen und der ebenfalls zu beachtenden Schifffahrtsdichte mit erheblichen Wartezeiten. Mit ihr wurden in den Sommermonaten allein rund 2000 Radfahrer pro Woche übergesetzt. Der kostenlos zu nutzende Übergang war vor allem bei Wochenendausflüglern beliebt, zumal er die rechts- und linksrheinischen Teile des PAMINA-Radwanderwegs verband. Dieser hat an der Staustufe Iffezheim sein südliches und stromab an der Fähre Neuburg (Pfalz) – Neuburgweier (Baden) sein nördliches Ende.
Im März 1961, im Frühjahr 1983 und im Oktober 1986 musste der Betrieb vorübergehend wegen Unfällen mit Schiffen eingestellt werden.
Am 27. August 2005 kollidierte die in den fast 50 Jahren mehrfach überholte und umgebaute Fähre erneut mit einem Schiff und musste wegen erheblicher Beschädigungen außer Betrieb genommen werden. Reparatur und Beseitigung von Sicherheitsmängeln hätten über eine Million Euro gekostet. Deshalb standen zunächst die endgültige Aufgabe des Übergangs oder der Einsatz einer Motorfähre in der Diskussion. Befürworter der Gierseilfähre führten die touristische Bedeutung des malerischen Übergangs als Ausflugsziel an. Insbesondere PAMINA sah durch einen Wegfall der Verbindung Nachteile für den Tourismus im Nordelsass. Zudem seien ein unterbrochener Radwanderweg samt dazugehörigem Rheinpark (Naturschutzgebiet) letztlich uninteressant und bedeutungslos.

### Neue Hochseil-Gierfähre
Letztlich setzten sich die Befürworter der Seilfähre durch. Mit europäischen Fördermitteln sowie Zuschüssen aus Paris und Geldern regionaler Stellen ließ das elsässische Schifffahrts-Département (Straßburg) auf einer französischen Werft am Atlantik eine neue Fähre zur Endmontage auf dem Rhein vorfertigen. Wegen der nahen Rheinbrücke Wintersdorf und des nur wenig oberhalb gelegenen Staustufen-Übergangs Iffezheim (Bundesstraße 500) wurde ein Transport von Personenwagen jedoch nicht mehr als vorrangig gesehen. Die neue Standseilfähre nimmt nur noch maximal sechs Autos auf und befördert vorrangig Fußgänger sowie Fahrradfahrer. 
Die alte Fähre wurde in den Hafen von Lauterbourg verbracht, wo sie Mitte April 2008 sank. Sie sollte nun entweder mit einem Kran geborgen oder von Tauchern zerlegt werden. Ihr weiterer Verbleib war aber unklar. Sowohl eine Ausstellung am Ufer, eine Abgabe an ein Technik-Museum als auch die Verschrottung wurden in Betracht gezogen. Letztendlich wurde die alte Fähre verschrottet. Die Kosten für die neue Fähre sollten sich auf drei Millionen Euro belaufen, die Inbetriebnahme im Herbst oder Winter 2008 erfolgen. Jedoch gab es neuerliche Verzögerungen. Der Bau der neuen Fähre lief zwar planmäßig, aber bis zum November 2008 waren die Kosten auf vier Millionen Euro angestiegen. Für die Arbeiten an den Brücken auf beiden Seiten des Rheinufers gab nur ein Unternehmen ein Angebot ab, das rund 70 Prozent über den erwarteten Kosten lag. Daher wurde der Auftrag erneut ausgeschrieben. Die zwischenzeitlich auf Frühjahr 2009 verschobene Inbetriebnahme konnte wiederum nicht gehalten werden. Es wurde das Frühjahr 2010 angepeilt. Die Fähre sollte dann mit einem grenzüberschreitenden Einweihungsfest in Betrieb genommen werden.
Die Fähre wurde in einer Werft bei Nantes in der Bretagne gebaut und lag dort schon im Oktober 2009 für den Einsatz bereit. 2010 wurde sie in drei Teilen antransportiert, in Lauterbourg zusammengebaut und im Juli nach Seltz geschleppt. Die Kosten für die Fähre, Umbauten der Ponton-Zufahrtsbrücken und weitere Arbeiten betrugen 5,8 Millionen Euro. Das Einweihungsfest fand am 11. und 12. September 2010 statt. Die Fähre verkehrt ungefähr vom Sonnenaufgang bis zum Sonnenuntergang; länger in die Nacht im Sommer samstags, sonntags und an Feiertagen.
Schon zu Beginn war die Verbindung ein unerwarteter Erfolg bei den Autofahrern. 350 Autos setzten täglich über und damit mehr als zuvor mit der alten Fähre. Zeitweise stauten sich die Autos bis zum Sportplatz von Plittersdorf. Die zuständigen französischen Behörden weisen darauf hin, dass die Fähre nicht in erster Linie für Autos gedacht sei. Es wird darüber nachgedacht, ein Schild anzubringen, das darauf hinweist, ob die Fähre in Betrieb ist oder nicht. Auf französischer Seite existiert ein solches Schild schon, wobei die Anzeige durch manuell anzuschraubende Wechselblenden erfolgt.
Im September 2011 wurden Sedimentablagerungen aus dem Rhein gebaggert, um die Sicherheit auch bei niedrigen Wasserständen zu gewährleisten.
Im Jahr 2013 wurden 98.975 Autos, 51.290 Fahrräder und 29.824 Fußgänger in insgesamt 23.422 Überfahrten transportiert. Im Jahr davor waren es mit 103.779 Autos, 61.506 Fahrrädern und 35.058 Fußgängern bei 24.575 Fahrten etwas mehr gewesen, da im Sommer 2013 die Fähre wegen Hochwassers einige Zeit stillstand.